# Давид, Марио (футболист)
Ма́рио Давид (итал. Mario David; 13 апреля 1934, Градо, Королевство Италия — 26 июля 2005, Монфальконе, Италия) — итальянский футболист, защитник. Выступал за клубы Италии и национальную сборную этой страны.

## Карьера

### В клубах
Марио Давид начинал свою карьеру в «Ливорно». Там он играл с 1950 по 1953 год и за это время провёл 26 матчей и забил 2 гола. В 1953 он перешёл в «Виченцу» и через два года вышел с ней в Серию A. До 1958 года он сыграл 116 матчей, забив 14 голов. После этого Марио получил приглашение от «Ромы» и переехал в Рим. За два сезона Давид провёл за «волков» 43 матча и забил 2 гола. В 1960 его пригласили в «Милан». За 5 лет он сыграл 109 матчей, забил 6 голов, стал чемпионом Италии и обладателем Кубка европейских чемпионов в сезоне 1962/63. С 1965 по 1967 год Марио играл в «Сампдории» и «Алессандрии» после чего завершил карьеру.

### В сборной
В национальной сборной Италии Марио Давид дебютировал 23 марта 1958 года в товарищеском матче против команды Австрии. Через 4 года принял участие в чемпионате мира. На том турнире он сыграл один матч против сборной Чили. Тот матч вошёл в историю как «Битва при Сантьяго», он ознаменовался массовым побоищем. Марио выгнали с поля на 41-й минуте. Всего за сборную он провёл 3 матча.

## Достижения
«Милан»
- Чемпион Италии: 1961/62
- Обладатель Кубка европейских чемпионов: 1962/63